# Wardak
Pour les articles homonymes, voir Wardak (homonymie).

Districts du Wardak.

Wardak est une province du centre de l'Afghanistan. Sa capitale est Meydân Chahr.

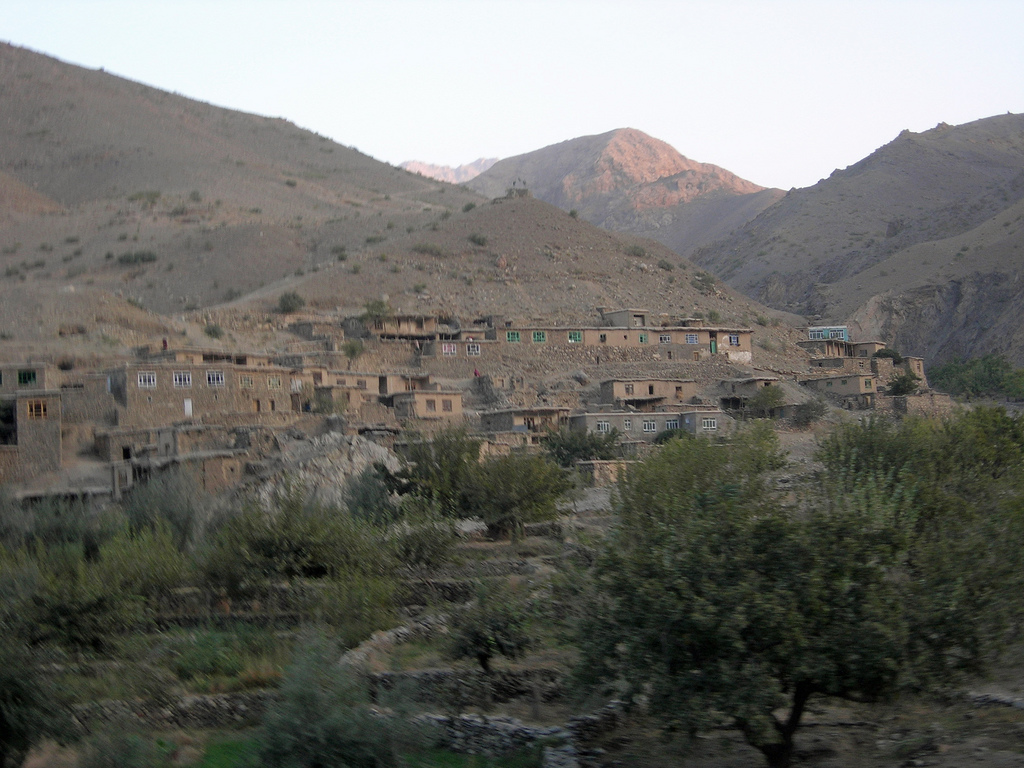
Une colonie à Maidan Wardak le long de la route entre Kaboul et Bamiyan

## Districts
- Maydan Chahr
- Jalrez
- Hisa-i-Awali Bihsud
- Markazi Bihsud
- Day Mirdad
- Chaki Wardak
- Saydabad
- Nirkh
- Jaghatu